# Campeonato Europeu de Taekwondo
O Campeonato Europeu de Taekwondo é a principal competição de taekwondo a nível europeu. Efectua-se desde 1976 e é organizado todos os dois anos pela União Europeia de Taekwondo (ETU). A partir de 1980, o campeonato europeu contou com um torneio feminino.
Actualmente compete-se em 16 categorias, 8 masculinas e 8 femininas:
- Categorias masculinas: -54kg, 58kg, 63kg, 68kg, 74kg, 80kg, 87kg e +87kg.

- Categorias femininas: -46kg, 49kg, 53kg, 57kg, 62kg, 67kg, 73kg e +73kg.

Espanha é a nação mais bem sucedida destes campeonatos, somando 59 medalhas de ouro e 175 medalhas ao todo. O segundo e terceiro posto esta ocupado pela Turquia e Alemanha, respectivamente. A Turquia conquistou 51 medalhas de ouro e 153 medalhas ao todo e a Alemanha, 48 medalhas de ouro e 150 ao todo.
Portugal conquistou a sua primeira medalha em 1996 com Eurypodes Costa que ganhou a medalha de bronze na categoria de +83kg. Só nestes últimos anos Portugal consegui atingir bons resultados com mais regularidade. Na edição de 2014, Rui Bragança conquistou a primeira e única medalha de ouro para Portugal, Mário Silva tendo ganhado na mesma edição a medalha de bronze.

## Edições
| Ano  | Lugar            |
| ---- | ---------------- |
| 1976 | Barcelona        |
| 1978 | Munich           |
| 1980 | Copenhaga        |
| 1982 | Roma             |
| 1984 | Stuttgart        |
| 1986 | Seefeld in Tirol |
| 1988 | Ancara           |
| 1990 | Aarhus           |
| 1992 | Valencia         |
| 1994 | Zagreb           |
| 1996 | Helsinki         |
| 1998 | Eindhoven        |
| 2000 | Patras           |
| 2002 | Samsun           |
| 2004 | Lillehammer      |
| 2005 | Riga             |
| 2006 | Bonn             |
| 2008 | Roma             |
| 2010 | San Petersburgo  |
| 2012 | Manchester       |
| 2014 | Baku             |
| 2016 | Montreux         |
| 2018 | Kazan            |
| 2021 | Sófia            |
| 2022 | Manchester       |

## Medalhas
Actualizado em 2018
| Ordem             | País               | Medalha de ouro | Medalha de prata | Medalha de bronze | Total |
| ----------------- | ------------------ | --------------- | ---------------- | ----------------- | ----- |
| 1                 | Espanha            | 60              | 50               | 74                | 184   |
| 2                 | Turquia            | 56              | 60               | 53                | 169   |
| 3                 | Alemanha           | 48              | 34               | 73                | 155   |
| 4                 | Países Baixos      | 26              | 28               | 49                | 103   |
| 5                 | Rússia             | 25              | 19               | 39                | 83    |
| 6                 | França             | 23              | 26               | 55                | 104   |
| 7                 | Itália             | 21              | 22               | 59                | 102   |
| 8                 | Reino Unido        | 19              | 12               | 34                | 65    |
| 9                 | Dinamarca          | 17              | 18               | 34                | 69    |
| 10                | Croácia            | 16              | 13               | 30                | 59    |
| 11                | Grécia             | 9               | 11               | 26                | 46    |
| 12                | Azerbaijão         | 8               | 12               | 17                | 37    |
| 13                | Suécia             | 5               | 10               | 27                | 42    |
| 14                | Bélgica            | 5               | 2                | 11                | 18    |
| 15                | Áustria            | 3               | 7                | 16                | 26    |
| 16                | Bielorrússia       | 3               | 2                | 11                | 16    |
| 17                | Portugal           | 3               | 0                | 4                 | 7     |
| 18                | Sérvia             | 2               | 6                | 12                | 20    |
| 19                | Ucrânia            | 2               | 6                | 7                 | 15    |
| 20                | Suíça              | 1               | 3                | 3                 | 7     |
| 21                | Polónia            | 1               | 2                | 17                | 20    |
| 22                | Israel             | 1               | 2                | 4                 | 7     |
| 23                | Moldávia           | 1               | 1                | 4                 | 6     |
| 24                | Armênia            | 1               | 1                | 1                 | 3     |
| 25                | Ilha de Man        | 1               | 0                | 0                 | 1     |
| 26                | Eslovênia          | 0               | 3                | 4                 | 7     |
| 27                | Finlândia          | 0               | 2                | 21                | 23    |
| 28                | Noruega            | 0               | 2                | 8                 | 10    |
| 29                | Hungria            | 0               | 2                | 2                 | 4     |
| 30                | Letônia            | 0               | 1                | 0                 | 1     |
| 31                | Chipre             | 0               | 0                | 3                 | 3     |
| 32                | Bulgária           | 0               | 0                | 1                 | 1     |
| 32                | Irlanda            | 0               | 0                | 1                 | 1     |
| 32                | Macedônia do Norte | 0               | 0                | 1                 | 1     |
| 32                | Roménia            | 0               | 0                | 1                 | 1     |
| 32                | Chéquia            | 0               | 0                | 1                 | 1     |
| TOTAL (36 nações) | TOTAL (36 nações)  | 357             | 357              | 703               | 1 417 |